# Harvest Moon
Harvest Moon (яп. 牧场 物语, «Історія на фермі») — серія японських комп'ютерних ігор, які симулюють життя людини на фермі. Розроблена геймдизайнером Ясухіро Вадою і студією Victor Interactive Software (нині Marvelous Entertainment). Виконанням англомовних локалізацій і розповсюдженням ігор в північноамериканському регіоні займається компанія Natsume, видавцем на території Європи виступає Rising Star Games. Перша гра Harvest Moon була випущена ще в 1996 році для приставки Super Nintendo Entertainment System, з тих пір з'явилося безліч продовжень і відгалужень для найрізноманітніших платформ.
Гравець, керуючи фермером, займається землеробством і тваринництвом, продає отримані продукти, будує і покращує на своїй ділянці різні сільськогосподарські споруди. Крім розвитку ферми, важливе місце у всіх частинах традиційно займають рольові елементи, героя оточують багато інших персонажів, і від спілкування з ними багато в чому залежить успіх у проходженні гри — часто фермер може одружитися і завести власних дітей, які допомагатимуть йому працювати. У міру проходження персонаж накопичує досвід володіння тими чи іншими інструментами, після чого ті поліпшуються.
| Відеоігри | Це незавершена стаття про відеоігри. Ви можете допомогти проєкту, виправивши або дописавши її. |